# 영국톤
영국톤(imperial ton)은 야드파운드법이 정한 질량과 무게의 측정 단위로 2,240 파운드와 같다. 미국톤이 2,000 파운드이기 때문에 이와 구분하여 롱톤(long ton, 중량톤)이라고 부른다. 이에 반해 미국톤은 쇼트톤(short ton)이라고 부른다. 한편 대한민국을 비롯한 전세계에서 쓰이는 국제단위계의 미터톤은 미터법에서 정한 질량 측정 단위로 영어로는 tonne으로 표기하여 철자가 다르다. 영국톤은 영국과 영연방의 여러 나라에서 쓰인다. 캐나다와 같이 공식 단위를 미터톤으로 바꾼 나라에서도 일상 생활에서 관습적으로 사용되고 있다.

## 정의
야드파운드법에서 무게의 기준이 되는 것은 스톤으로 1 스톤은 14 파운드이다. 야드파운드법은 8 스톤을 1 헌드레드웨이트(hundredweight)로 정하고, 다시 20 헌드레드웨이트를 1 톤으로 규정하고 있다. 따라서 1 영국톤을 파운드로 환산하면 {\displaystyle 14\cdot 8\cdot 20=2240}와 같이 계산하여 2,240 파운드가 된다.
무게의 기준 단위 스톤은 고대 로마까지 거슬러 올라가는 매우 오래된 단위로 때와 장소에 따라 실제 무게는 많은 차이가 있었다. 영국은 왕실에서 표준 도량 용기를 제작하여 기준으로 삼았지만 이것 역시 시대마다 조금씩 차이를 보인다. 현재의 스톤은 1835년 무게 측정법에서 규정된 것이다.
2,240 파운드를 국제단위계인 킬로그램으로 환산하면 1,016 kg 이 되고, 따라서 1 영국톤은 1.016 미터톤과 같다. 두 단위의 차가 1.6 %에 불과하기 때문에 무역과 같은 업무에선 정확한 계산이 필요하지 않을 경우 둘을 혼용하여 사용하기도 한다.

## 역사
영국톤은 원래 부피 측정 단위인 툰에서 유래하였다. 특히 화물선의 용적을 계산하기 위해 사용되던 이 단위는 총 중량을 뜻하는 말로 사용되면서 무게와 부피 둘 모두의 단위로 쓰이기 시작하였고 나중에 무게의 단위로 정착되었다. 해운 분야에서는 여전히 부피의 단위로도 사용된다.

## 같이 보기
- 톤 (단위)
- 미터톤
- 미국톤